# (127545) Crisman
(127545) Crisman est un astéroïde de la ceinture principale.

## Description
(127545) Crisman est un astéroïde de la ceinture principale. Il fut découvert le 4 décembre 2002 à Kitt Peak par Robert L. Millis. Il présente une orbite caractérisée par un demi-grand axe de 2,26 UA, une excentricité de 0,09 et une inclinaison de 4,1° par rapport à l'écliptique.

## Compléments